# 延敒
延敒（えんじょう／えんちん、貞観4年（862年） - 延長7年12月13日（930年1月15日））は平安時代の僧。醍醐寺2世座主。俗姓は長統氏。

## 経歴
東大寺で三論を学び、後に醍醐寺で聖宝から三密を学を学んだ。聖宝は彼の法器に感嘆したという。
その後、宇多上皇から密教灌頂を受けた。初めて聖宝に従い上皇の宮に入った際、上皇はその才をめずらしく思い、僧綱僧位を授けようとした。しかし、延敒は「経三会で一綱位を昇るのが国の憲章である」からと、固辞した。
延喜9年（909年）、師・聖宝が亡くなり、延敒は遺言により醍醐寺と貞願寺を託された。
延喜11年（911年）、維摩会講師を務める。この時、五獅子の如意が初めて使われた。
延長7年12月13日（930年1月15日）、入滅。68歳。『元亨釈書』は延長6年12月13日（929年1月26日）卒、73歳とする。

## 僧歴
主に『五十音引僧綱補任　僧歴綜覧』による
- 延喜10年（910年）10月22日：講師宣旨
- 延喜11年（911年）：維摩会講師[7]
- 延喜18年（918年）2月24日：権律師
- 延長2年（924年）2月30日：東大寺別当[8]
- 延長3年（925年）7月27日：醍醐寺座主[8]。8月9日：法務[8]
- 延長5年（927年）：東寺別当
- 延長6年（928年）閏8月28日：権少僧都
- 延長7年（929年）12月13日：入滅

## 伝記
- 虎関師錬『元亨釈書』巻4
- 高泉性潡『東国高僧伝』巻5
- 卍元師蛮『本朝高僧伝』巻8